# إنفيموس 2
إنفيموس 2 (بالإنجليزية:Infamous 2) ، هي لعبة إلكترونية من نوع الإثارة والمغامرات والعالم المفتوح، أنتجت من قبل سكر بنش برودكشنز الأمريكية سنة 2011م .

## وصلات خارجية
- إنفيموس 2 على موقع IMDb (الإنجليزية)

- الموقع الرسمي
- Infamous 2 at PlayStation.com